# Örjan Hemström
Örjan Hemström, född 1964, är en svensk före detta friidrottare (långdistanslöpare). Han tävlade för Stockholms Spårvägars GoIF.